# بوبي راسيل (مغني)
بوبي راسيل (بالإنجليزية: Bobby Russell)‏ هو مغني وكاتب أغاني ومغن مؤلف أمريكي، ولد في 19 أبريل 1940 في ناشفيل في الولايات المتحدة، وتوفي في 19 نوفمبر 1992 في نيشلسفيل في الولايات المتحدة بسبب نوبة قلبية.

## وصلات خارجية
- بوبي راسيل على موقع IMDb (الإنجليزية)
- بوبي راسيل على موقع ميوزك برينز (الإنجليزية)
- بوبي راسيل على موقع أول ميوزيك (الإنجليزية)
- بوبي راسيل على موقع ديسكوغز (الإنجليزية)
- بوبي راسيل على موقع قاعدة بيانات الفيلم (الإنجليزية)